# Saussurea chowana
Saussurea chowana là một loài thực vật có hoa trong họ Cúc. Loài này được Chen miêu tả khoa học đầu tiên năm 1938.